# Ammar Siamwalla
Ammar Siamwalla. (en tailandés: อัมมาร สยามวาลา) es uno de los economistas Tailandia.